# Lozica
Llazicë en albanais et Lozica en serbe latin (en serbe cyrillique : Лозица) est une localité du Kosovo située dans la commune/municipalité de Klinë/Klina et dans le district de Pejë/Peć. Selon le recensement kosovar de 2011, elle compte 1 573 habitants.
Selon le découpage administratif du Kosovo, la localité fait partie de la commune/municipalité de Malishevë/Mališevo, dans le district de Prizren. Le village est également connu sous le nom serbe de Loznica et sous le nom albanais Llozicë.

## Démographie

### Évolution historique de la population dans la localité
| 1948 | 1953 | 1961 | 1971 | 1981  | 1991  | 2011  |
| ---- | ---- | ---- | ---- | ----- | ----- | ----- |
| 521  | 548  | 650  | 916  | 1 200 | 1 380 | 1 573 |

|  |

### Répartition de la population par nationalités (2011)
En 2011, les Albanais représentaient 99,81 % de la population.